# 赤嶺政賢
赤嶺政賢（日语：／ Akamine Seiken，1947年12月18日—），日本共產黨政治人物，琉球族，沖繩縣出身，日本眾議院議員。
2014年的第47届日本众议院议员总选举，在眾多政黨支持下在其小選區當選，成為日本共產黨18年來首次在小選區當選。第48屆日本眾議院議員總選舉時在同一選區當選。

## 相關發言
- 2021年4月16日，日本首相菅义伟与美国总统乔·拜登在白宫举行高峰会，会后联合声明提及：“我們強調台灣海峽和平穩定的重要性，鼓勵和平解決兩岸議題”。引发台海两岸和国际舆论关注，以及日本是否武力协防台湾的讨论。4月20日，菅義偉在參議院全體會議就此前訪美行程發表國會報告。針對聯合聲明提及臺灣問題，赤嶺政賢向菅義偉发问：「日本會跟隨美國的對華軍事戰略，在臺灣問題上進行軍事干預嗎？」菅義偉表示：「完全沒有軍事介入的考慮。」[3]4月26日，中華民國立法院外交及國防委員會答询时，無黨籍立委林昶佐向中華民國國家安全局局长陳明通提问，问及“中國武力犯台時，日本自衛隊不會插手”的说法。陳明通表示，初步判定这一说法是中华人民共和国方面“對台認知作戰”，由赤嶺政賢配合中华人民共和国政府发起。[4]

## 外部連結
- 日本共産党衆議院議員 赤嶺政賢 （页面存档备份，存于）
- あかみね政賢的Facebook專頁
- あかみね政賢的X（前Twitter）